# Yannick Kraag
Yannick Story Kraag (* 16. Oktober 2002 in Amsterdam) ist ein niederländischer Basketballspieler.

## Werdegang
Kraag durchlief die Nachwuchsabteilung des Vereins BC Triple Threat in Haarlem. 2019 wechselte er in die Jugend von Joventut de Badalona nach Spanien. Ab der Saison 2020/21 sammelte Kraag beim Drittligisten CB Prat Erfahrung im Erwachsenenbereich, 2021/22 trat er mit der Mannschaft in der zweiten spanischen Liga, LEB Oro, an. Für Joventut de Badalona stand er in Spaniens höchster Spielklasse, Liga ACB, erstmals Anfang November 2020 auf dem Feld, kam aber erst im Laufe der Saison 2022/23 über Kurzeinsätze hinaus.